# Деродонтиды
Деродонтиды (лат. Derodontidae) — семейство насекомых из отряда жесткокрылых, единственное в своём надсемействе Derodontoidea.

## Описание
Маленькие жуки, длина 2—6 мм.

## Биология
На личиночной и имагинальной стадии питаются грибами и продуктами их метаболизма, за исключением рода Laricobius, представители которого охотятся на тлей Adelgidae.

## Систематика
К деродонтидам относятся 4 рода и 10 видов.